# Anjang
Anjang (egyszerűsített kínai írással: 安阳, pinjin: Ānyáng) prefektúra szintű város Kínában, Honan tartományban. Lakosainak száma 5 477 614 fő (2020).

## Népesség
| Lakosok száma | 5 161 106 | 5 173 188 | 5 176 000 | 5 477 614 |
|               | 2000      | 2010      | 2018      | 2020      |

## Testvérvárosok
- Lethbridge